# Białoruś na Mistrzostwach Świata w Lekkoatletyce 2013
Białoruś na Mistrzostwach Świata w Lekkoatletyce 2013 – reprezentacja Białorusi podczas czempionatu w Moskwie liczyła 27 zawodników.

## Występy reprezentantów Białorusi

### Mężczyźni

#### Konkurencje biegowe
| Konkurencja   | Zawodnik           | Runda 1  | Runda 1 | Półfinał | Półfinał | Finał        | Finał   |
| Konkurencja   | Zawodnik           | Rezultat | Pozycja | Rezultat | Pozycja  | Rezultat     | Pozycja |
| ------------- | ------------------ | -------- | ------- | -------- | -------- | ------------ | ------- |
| Bieg na 800 m | Anis Ananienka     | 1:47.76  | 27      | NQ       | NQ       | NQ           | NQ      |
| Chód na 20 km | Dzianis Simanowicz | —        | —       | —        | —        | 1:31:52      | 48.     |
| Chód na 50 km | Iwan Trocki        | —        | —       | —        | —        | 3:47:52 (SB) | 14.     |

#### Konkurencje techniczne
| Konkurencja    | Zawodnik          | Eliminacje | Eliminacje | Finał     | Finał   |
| Konkurencja    | Zawodnik          | Rezultat   | Pozycja    | Rezultat  | Pozycja |
| -------------- | ----------------- | ---------- | ---------- | --------- | ------- |
| Pchnięcie kulą | Pawieł Łyżyn      | NM         | NM         | NQ        | NQ      |
| Rzut oszczepem | Uładzimir Kazłou  | 72,66 m    | 32.        | NQ        | NQ      |
| Rzut młotem    | Pawieł Krywicki   | 74,45 m    | 14.        | NQ        | NQ      |
| Rzut młotem    | Jury Szajunou     | 75,18 m    | 12. q      | 73,68 m   | 12.     |
| Rzut młotem    | Walerij Swiatocha | 72,05 m    | 21.        | NQ        | NQ      |
| Dziesięciobój  | Andrej Krauczanka | —          | —          | 8314 pkt. | 12.     |
| Dziesięciobój  | Eduard Michan     | —          | —          | 7968 pkt. | 18.     |

### Kobiety

#### Konkurencje biegowe
| Konkurencja                | Zawodnik                                                    | Eliminacje   | Eliminacje | Półfinał | Półfinał | Finał        | Finał   |
| Konkurencja                | Zawodnik                                                    | Rezultat     | Pozycja    | Rezultat | Pozycja  | Rezultat     | Pozycja |
| -------------------------- | ----------------------------------------------------------- | ------------ | ---------- | -------- | -------- | ------------ | ------- |
| Bieg na 100 m              | Katsiaryna Hanczar                                          | 11.63        | 33.        | NQ       | NQ       | NQ           | NQ      |
| Bieg na 800 m              | Marina Arzamasawa                                           | 1:59.60 (SB) | 7. q       | 2:01.19  | 13.      | NQ           | NQ      |
| Bieg na 100 m przez płotki | Alina Tałaj                                                 | 12.99        | 10. Q      | 12.82    | 9.       | NQ           | NQ      |
| Sztafeta 4 × 400 m         | Irina Chliustawa Hanna Rejszal Iłona Usowicz Julija Jurenia | 3:30.28 (SB) | 10.        | —        | —        | NQ           | NQ      |
| Chód na 20 km              | Hanna Drabienia                                             | —            | —          | —        | —        | 1:31:16      | 16.     |
| Chód na 20 km              | Nastassia Jacewicz                                          | —            | —          | —        | —        | 1:32:31 (SB) | 24.     |

#### Konkurencje techniczne
| Konkurencja    | Zawodnik               | Eliminacje | Eliminacje | Finał       | Finał   |
| Konkurencja    | Zawodnik               | Rezultat   | Pozycja    | Rezultat    | Pozycja |
| -------------- | ---------------------- | ---------- | ---------- | ----------- | ------- |
| Skok w dal     | Wolha Sudarawa         | 6,71 m     | 4. q       | 6,82 m (SB) | 4.      |
| Trójskok       | Natalija Wiatkina      | 13,19 m    | 21.        | NQ          | NQ      |
| Pchnięcie kulą | Aliona Dubicka         | 16,53 m    | 27.        | NQ          | NQ      |
| Pchnięcie kulą | Alena Kopeć            | 17,87 m    | 12. q      | 17,70 m     | 12.     |
| Pchnięcie kulą | Julija Lieanciuk       | 17,73 m    | 16.        | NQ          | NQ      |
| Rzut młotem    | Aksana Miańkowa        | 66,65 m    | 22.        | NQ          | NQ      |
| Siedmiobój     | Jana Maksimawa         | —          | —          | 5982 pkt.   | 20.     |
| Siedmiobój     | Kaciaryna Necwiatajewa | —          | —          | 5902 pkt.   | 22.     |